# Снори Стурлусон
Снори Стурлусон (исландски: Snorri Sturluson, 1179 - 22 септември 1241) е нордически скалд и историк. Освен това се изявява и като исландски политик. Днес е удостоен с няколко паметника в Исландия, най-известният от които е от Густав Вигеланд в Рейкхолт.
Родителите на Сноре са Стурла Тордарсон и Гудню Бьодварсдотир. Получава образование, подобно на рицарите в Средновековна Европа, от известен и добър учител – Йоун Лоптсон (1124-1197), който е описван като един от най-влиятелните и умни мъже в Исландия. Йоун Лоптсон произлиза от могъща фамилия, чиято родствена линия се връща назад чак до Халвдан Черния и които живеят в Оди - средновековен културен център на Исландия. Там Снори се учи на четмо и писмо, както и на латински, теология, география и исландско право. След краткия си първи брак с богата млада дама в Боргарнес се мести през 1206 г. в Рейкхолт, където живее основно до края на своите дни. Снори има 2 по-възрастни от него братя – Тордур и Сигхватур.

## Име
В Исландия няма истинско фамилно име, а само името на бащата (в днешни дни и на майката) заедно с думата „син“, съответно „дъщеря“, като трето или второ име. Оттук следва да се заключи, че Снори Стурлусон (син на Стурла) трябва да се нарича просто Снори.
Дори и днес името Снори е предпочитано мъжко име в Исландия.

## Творби
Снори се смята за автор на Прозаичната Еда (наречена на исландски Снора-Еда или още неправилно Млада Еда). Само най-старият ръкопис от четирите ръкописа, съставляващи творбата, носят името на поета. Защото тази част се появява едва след около 60 години подир смъртта на Снори и защото отделните ръкописи са много различни един от друг (понеже творбата на Стурлусон е променена в учебник от преписвачите за нуждите на тогавашното обучение), е възможно не всички части от най-старите запазени преписи да са съставени от самия Снори.
Прозаичната Еда се разделя в 4 части. Прологът и първата книга Гюлвагининг представляват въведение в скандинавската митология от евхемеристична гледна точка. „Скалдскапармал“ предлага подробно описание и разяснение за поетичните (скалдически) стилове, кенинги и хейти. Последната незавършена (вероятно поради насилствената смърт на автора) част е „Хататал“.
Снори със сигурност е и автор на „Хеймскрингла“ – историята на норвежките крале. Някои предполагат, че той е автор и на „Сага за Егил“ заради големи прилики в стила в нея и в „Хеймскрингла“. Все пак тези аргументи не са особено убедителни.

## Политика
Снори е изключително успешен като политик, а неговият род Стурлунги е един от най-мощните в страната. Самият той на 2 пъти получава влиятелната позиция в исландския парламент (Алтинг) - законоговорител, чиято функция е да запаметява законите и да ги цитира, когато е нужно. Всъщност ненапразно времето, в което Снори живее, е известно като времето на Стурлунгите в исландската история.
През лятото на 1218 Снори плава от Исландия към Норвегия. Там той посещава своя приятел Ярл Скули и остава за през зимата, а следващото лято е на посещение при Ескил Магнусон и неговата съпруга Кристина Нилдсдотир Блейк в Скара. И двамата имат кръвна връзка с кралското семейство.
Няколко години, след като Снори се връща в Исландия, Ярл Скули се включва във фаталния за него бунт срещу норвежкия крал Хокон IV Хоконсон. Кралят предполага, че и самият Снори е изиграл някаква роля в организирането на въстанието, заради което изпраща убийци, които погубват скалда в Рейкхолт заедно с няколко от синовете му.